# Sitirejo (Tambakromo)
Sitirejo is een bestuurslaag in het regentschap Pati van de provincie Midden-Java, Indonesië. Sitirejo telt 2285 inwoners (volkstelling 2010).